# ترنت وودز (کارولینای شمالی)
ترنت وودز (به انگلیسی: Trent Woods) شهری در ایالت کارولینای شمالی کشور ایالات متحده آمریکا است که جمعیت آن در سرشماری سال ۲۰۱۰ میلادی، ۴٬۱۵۵ نفر بوده‌است.